# سید شکرخدا موسوی
سید شکرخدا موسوی نمایندهٔ حوزهٔ انتخابیهٔ اهواز، حمیدیه، کارون و باوی در دورهٔ نهم مجلس شورای اسلامی ایران بود. وی زادهٔ سال ۱۳۴۲ در شهرستان ایذه است. با رایزنی او شهرستان‌های کارون و حمیدیه از بخش بودن به شهرستان تبدیل شدند. موسوی در دورهٔ دوم انتخابات مجلس نهم در شهر اهواز، به مجلس راه یافت. وی عضو کمیسیون کشاورزی، آب و منابع طبیعی مجلس شورای اسلامی است. ایشان رئیس کارگروه محیط زیست مجلس نیز بود. وی پیش از نمایندگی فرماندهٔ سپاه شهرستان اهواز بوده‌است.